# Дорнбург
До́рнбург (нім. Dornburg, до 2024 року — Чкалове) — село в Україні, у Новотроїцькій селищній громаді Генічеського району Херсонської області. Населення становить 2691 осіб.

## Географія
Село розташоване за 20 км від центру громади та за 50 км від найближчої залізничної станції Новоолексіївка. Площа: 15,663 км².

## Історія
Дорнбург (до 1936 р.) — поселення назване в 1828 р. Фрідріхом Фердинандом Ангальт-Кетен-Плесським на честь однойменної столиці німецького князівства Ангальт-Дорнбург, що існувало в період 1667—1742 років і належало роду Асканіїв (нині Дорнбург (нім. Dornburg) — село у муніципалітеті Гоммерн в Німеччині, знаходиться в землі Саксонія-Ангальт). Поселення було у складі новоствореної колонії Нова Асканія. Після смерті Фрідріха у 1830 році поселення і маєток успадкував брат Генріх Ангальт-Кетен-Плєсс. Він продовжував справу брата до 1847 року. Потім перейшло у володіння до Леопольда IV Фрідріха фон Ангальт — останнього господаря колонії Асканії-Нова. З 1856 року маєток Дорнбург належить сім'ї Фальц-Фейнів, куплене у герцога Леопольда IV Фрідріха фон Ангальт. Пізніше успадковане Володимиром Едуардовичем Фальц-Фейном (Вольдемар Вільгельм Олександр Карл Бернхард Фальц-Фейн)
Населений пункт заснований у 1836 році як економія Фальц-Фейна під назвою Дорнбург.
7 (20) листопада 1917 року, відповідно до Третього Універсалу Української Центральної Ради, увійшло до складу Української Народної Республіки.
До революції 1917 року на місці теперішнього Чкалове було поселення Дорнбург, яке належало німецькому колоністу Володимиру Едуардовичу Фальц-Фейну.
З 1924 по 1929 роки село входило до Асканії-Нова як допоміжне господарство.
З 1929 по 1932 роки тут знаходилося відділення радгоспу «Червоний Перекоп» Каховського району.
В 1932 році в Дорнбурзі було створено самостійний радгосп.
В 1935 році у Дорнбурзі було створено сільську раду депутатів трудящих, а з 1936 року село одержало нову назву — Чкалове. Таку ж назву отримав і місцевий радгосп.
14 вересня 1941 року село було окуповане німецькими військами. Звільнили населений пункт 30 жовтня 1943 року.
12 червня 2020 року, відповідно до розпорядження Кабінету Міністрів України № 713-р «Про визначення адміністративних центрів та затвердження територій територіальних громад Запорізької області», увійшло до складу Новотроїцької селищної громади.
19 липня 2020 року, в результаті адміністративно-територіальної реформи та ліквідації Новотроїцького району, село увійшло до складу Генічеського району.
У селі функціонують: загальноосвітня школа, дитячий садок, будинок культури.
24 лютого 2022 року село тимчасово окуповане російськими військами під час російсько-української війни.
19 вересня 2024 року Верховна Рада підтримала перейменування села Чкалове на Дорнбург. 26 вересня 2024 року перейменування набуло чинності.

## Населення

### Мова
Розподіл населення за рідною мовою за даними перепису 2001 року:
| Мова       | Відсоток |
| ---------- | -------- |
| українська | 85,77%   |
| російська  | 13,12%   |
| інші       | 1,11%    |